# Phare d'Halten
Le phare d'Halten (en norvégien: Halten fyr) est un phare de la commune de Frøya, dans le comté et la région de Trøndelag (Norvège). Il est géré par l'administration côtière norvégienne (en norvégien: Kystverket).
Le phare est classé patrimoine culturel par le Riksantikvaren depuis 2000.

## Histoire
Le phare, mis en service en 1875, est situé dans le village de pêcheurs de Halten, aujourd'hui inhabité. C'est une petite île, en mer de Norvège, qui se trouve à environ 40 km au nord-est de Mausund.
Il a été automatisé en 1987 et son radar Racon  émet la lettre morse "T" (-) comme signal.

## Description
Le phare  est une tour cylindrique en pierre de 29,5 mètres de haut, avec une galerie et lanterne blanche. La tour est peinte en blanc avec deux bandes noires. Il se trouve à proximité des maisons de gardien. Il émet, à une hauteur focale de 39 mètres, un éclat blanc toutes les 4 secondes. Sa portée nominale est de 17.5 milles nautiques (environ 32 km).
Identifiant : ARLHS : NOR-106 ; NF-4718 - Amirauté : L1550 - NGA : 8176 .
|                      |
| Le phare (1890-1900) |

|          |
| Le phare |

### Lien connexe
- Liste des phares de Norvège